# Merry MacMasters
Merry MacMasters (Watertown, Nueva York) es una periodista especializada en cultura, con énfasis en las artes visuales, que ha desarrollado su profesión en México.

## Trayectoria
Nacida en Estados Unidos pero vive en México. Estudió historia del arte en la Universidad Iberoamericana. Su labor como periodista está influenciada por su padre, Daniel MacMasters, periodista de Los Angeles Times. Como periodista trabajó de 1980 a 1981 en Radio UNAM, de 1982 a 1994 en El Nacional, en donde ingresó en información general y al abrirse una sección cultural, se integró a la misma como la primera reportera. A partir de 1994 se ingresó a la sección cultural del periódico La Jornada, en donde publica desde entonces. En esa labor ha entrevistado a decenas de artistas y grupos de las artes visuales, la música, la fotografía y muchas otras disciplinas.

## Obra
- Recuerdos del son (Conaculta, 1995)

## Premios y reconocimientos
- Reconocimiento a la trayectoria por el Senado de México, 2017
- Premio Nacional de Periodismo de la Feria Internacional de la Lectura de Yucatán (FILEY), 2019